# Київські лаври
Київські лаври - щорічний міжнародний фестиваль поезії в Києві від 2006 року. Організатором фестивалю виступає журнал «ШО». 

## Лауреати фестивалю
Щороку на фестивалі визначаються його лауреати та нагороджуються бронзовою статуеткою та премією у розмірі 1000 доларів США. Від 2011 року надається також молодіжна премія фестивалю.
- 2006 – Анатолій Кичинський (Україна), Олексій Цвєтков (Чехія – США)
- 2007 – Сергій Жадан (Україна) – Бахит Кенжеєв (Канада-США)
- 2008 -  Тарас Федюк (Україна) – Борис Херсонський (Україна)
- 2009 -  Шота Іаташвілі (Грузія) – Сергій Гандлевський (Росія)
- 2010 -  Богдан Задура (Польща) – Євген Рейн (Росія)
- 2011 - Олег Коцарев, Андрій Любка (Україна) - молодіжна премія фестивалю
- 2012 - Марія Галина (Росія), Маріанна Кіяновська (Україна)
- 2013 - Анна Малігон (Україна), Марія Маркова (Росія) - молодіжна премія фестивалю
- 2014 - премія не присуджувалася
- 2018 - Дмитро Лазуткін (Україна)